# Boscos del Zambezi i de mopane
Els boscos del Zambezi i de mopane són una ecoregió de la zona afrotròpica, definida per WWF, i que s'estén discontínuament per Àfrica austral, a través de Namíbia, Botswana, Zimbàbue, Zàmbia, Malawi, Moçambic, Sud-àfrica i Swazilàndia.

## Descripció
És una ecoregió de sabana que ocupa una extensió de 182.700 quilòmetres quadrats, limitada al nord pel riu Luangwa i al sud pel Pongola.
La part més extensa d'aquesta ecoregió s'estén des de Swazilàndia, a través del nord-est de Sud-àfrica, el sud de Zimbabwe, l'oest de Moçambic i, al llarg de la vall del Zambeze, pel nord de Zimbabwe. Una part més petita s'estén des del nord de Botswana i l'extrem oriental de la franja de Caprivi, a Namíbia, fins a la vall del Luangwa a Zàmbia. La vall del Shire, a Malawi, i les àrees que envolten les zones inundables en els Plans del Kafue, a Zàmbia, també pertanyen a aquesta ecoregió.
Aquesta ecoregió conté alguns grans rius d'Àfrica austral: Zambeze, Luangwa, Shire, Limpopo, Save, Crocodile i Nkomati.

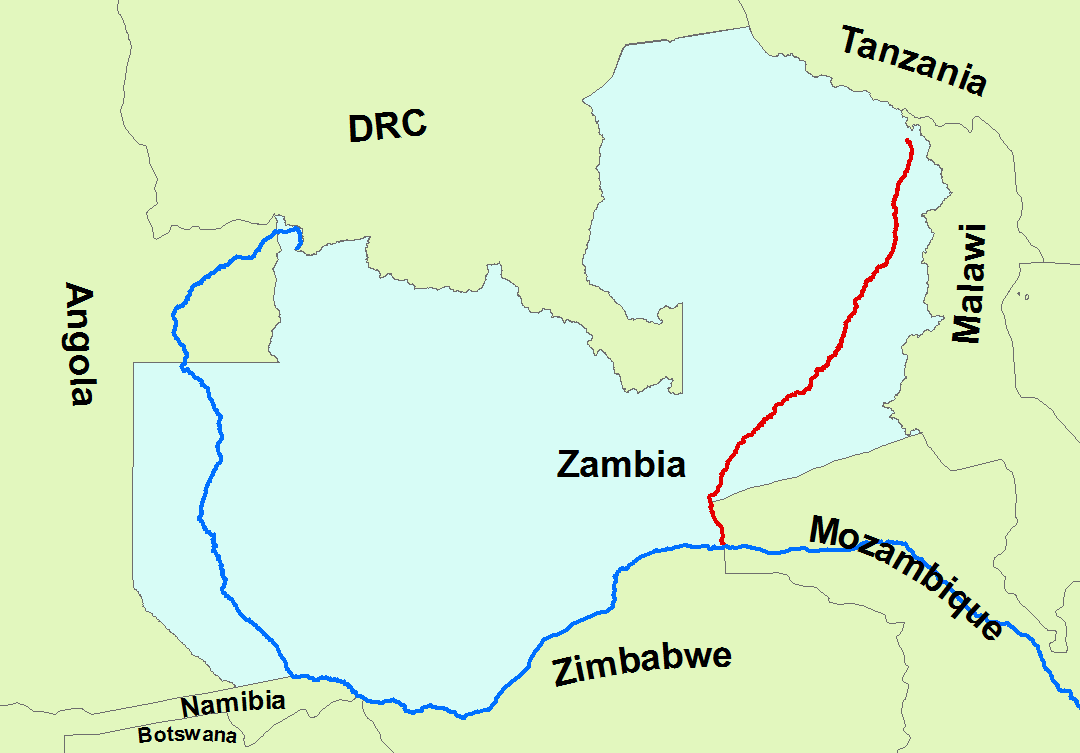
Riu Luangwa representat en línia vermella

El clima és tropical, plujós a l'estiu, principalment entre novembre i abril. Les precipitacions anuals varien entre 250 i 1.000 mm. Les temperatures oscil·len entre -4º i 46º C, amb una mitjana anual entre 18º i 24º C.

## Flora
L'arbre que dona nom a l'ecoregió, el mopane (Colophospermum mopane), és el més representatiu d'aquesta sabana arbrada. De vegades es troba associat amb altres arbres i arbustos, com Kirkia acuminata, el granadillo negre (Dalbergia melanoxylon), el baobab africà (Adansonia digitata), la combretàcia Combretum apiculatum, Combretum imberbe, l'acàcia Acacia nigrescens, la vitàcia Cissus cornifolia i algunes burseràcies del gènere Commiphora.
Les comunitats de mopane varien en altura i densitat, en funció del clima i del tipus de sòl, des de sabana arbustiva oberta amb individus d'un a tres metres d'altura, fins a les denses catedrals de mopane de Zàmbia, de fins a 25 metres d'altura.
La densitat de plantes herbàcies és també molt variable. Entre les gramínies típiques cal citar la pangola (Digitaria eriantha), Brachiaria deflexa, Echinochloa colona, Cenchrus ciliaris, Enneapogon cenchroides, Pogonarthria squarrosa, Schmidtia pappophoroides, Stipagrostis uniplumis i els gèneres Urochloa, Aristida i Eragrostis.
A l'est i al nord-est, el mopane no és tan abundant; les principals espècies llenyoses són el baobab africà, el banús africà (Diospyros mespiliformes), el ficus sicòmor (Ficus sycomorus), l'arbre de les salsitxes (Kigelia africana), Lonchocarpus capassa, Trichilia emetica, el mashatu (Xanthocercis zambesiaca), Xeroderris stuhlmannii i els gèneres Acacia, Albizia i Combretum.
Al sud-est, la sabana arbrada, més densa, està formada per les acàcies Acàcia gerrardii, Acacia nigrescens i Acacia nilotica, Combretum apiculatum, Combretum collinum, Dichrostachys cinerea, Kirkia acuminata, Peltophorum africanum, Piliostigma thonningii, la marula (Sclerocarya birrea) i Terminalia sericea. Entre les herbàcies, a les zones seques abunden Themeda triandra, l'herba de Guinea (Panicum maximum), Heteropogon contortus, Enneapogon cenchroides i Urochloa mossambicensis, mentre que en les més humides predominen les espècies Hyperthelia dissoluta i Hyparrhenia hirta.

## Fauna
Alberga una de les majors poblacions d'Àfrica d'elefant africà (Loxodonta africana) i de rinoceront negre (Diceros bicornis), així com importants poblacions de rinoceront blanc (Ceratotherium simum), hipopòtam (Hippopotamus amphibius), búfal cafre (Syncerus cafer), nyu blau (Connochaetes taurinus), girafa (Giraffa camelopardalis), niala (Tragelaphus angasii), xacal de llom negre (Canis mesomelas), kudú major (Tragelaphus strepsiceros), impala (Aepyceros melampus), raficer de Sharpe (Raphicerus sharpei), lleó (Panthera leo), guepard (Acinonyx jubatus), hiena tacada (Crocuta crocuta), lleopard (Panthera pardus) i gos salvatge africà (Lycaon pictus).
Entre les aus destaquen la rara garceta de coll roig (Egretta vinaceigula) i la cigonya blanca (Ciconia ciconia).
El mopane serveix d'aliment a molts animals, des dels elefants a l'eruga del mopane (Gonimbrasia belina), que és la larva d'una papallona.

## Endemismes
L'ecoregió és pobra en endemismes.
En l'extrem sud de l'ecoregió, principalment en la sud-africana Reserva de caça Josefsdal Songimvelo, creixen les cícades endèmiques Encephalartos heenanii i Encephalartos paucidentatus, ambdues en perill d'extinció.
Entre els rèptils endèmics destaquen la escurçó cec Chirindia langi, el llangardaix cordílid Platysaurus torquatus i la serp atractaspídida Xenocalamus sabiensis.

## Estat de conservació
Relativament intacta.
La major amenaça per l'ecoregió és la caça furtiva i, en alguns llocs, l'augment de la població humana.

## Protecció
Més del 45% de l'ecoregió es troba protegida en reserves estatals i privades, sobretot al sud.
L'àrea protegida més important és el Parc Transfronterer del Gran Limpopo, que inclou el Parc Nacional Limpopo, a Moçambic, el Parc Nacional Kruger i el Parc Nacional Mala Mala, tots dos a Sud-àfrica, i el Parc Nacional Gonarezhou, a Zimbabwe, a més del Santuari Manjinji i l'Àera Safari Malipati, a Zimbàbue, i diverses àrees entre Sud-àfrica i Zimbàbue que uneixen els parcs.
Altres parcs nacionals destacats són els de Banhine, Gorongosa i Zinave a Moçambic, els de Chobe i Moremi a Botswana; el Nord-Luangwa, Sud-Luangwa i part del Baix Zambezi a Zàmbia.